# Abdij Sion
Abdij Sion was een cisterciënzerabdij van trappisten in het Overijsselse Diepenveen in Nederland. Tussen de dorpen Diepenveen en Wesepe had de organisatie een gebied van in totaal 58 hectare in beheer. Het kloostercomplex waarvan de gebouwen voor een deel uit het eind van de negentiende eeuw stammen is erkend als rijksmonument. In 2015 werd in de kloostergebouwen een oecumenisch bezinningscentrum geopend.
In 2015 vertrokken de laatste kloosterlingen. De orde verkocht het kloostercomplex aan een stichting met de naam 'Nieuw Sion'. De getijdengebeden werden voortgezet in oecumenische traditie en er vestigden zich nieuwe bewoners. Het gastenhuis bleef geopend en er kwamen een kloostercafé en een bierbrouwerij. De stichting heeft tot doel om het klooster te behouden als plaats van bezinning, stilte en gebed.

## Geschiedenis
Verdreven Belgische trappisten van de St.-Benedictusabdij te Achel kwamen in 1883 naar het landgoed Frieswijk bij Deventer en betrokken in 1890 de nabijgelegen boerderijen De Vulik en Het Leeuwen waar ze met steun van onder anderen de Deventer industriëlen Van der Lande en Ankersmit hun klooster bouwden. Het lag binnen de grenzen van het aartsbisdom Utrecht maar had –zoals elke abdij– kerkelijke territoriale jurisdictie en onafhankelijkheid.
Sion was de enige vestiging van trappisten ten noorden van de grote Nederlandse rivieren. Toen in 1914 de Eerste Wereldoorlog uitbrak vonden kloosterlingen uit de moederabdij te Achel in abdij Sion een toevluchtsoord. In de eerste tientallen jaren van het bestaan lag er een sterke nadruk op het leiden van een hard en boetvaardig kloosterleven. In 1935 werd het een abdij. 
De kloostergemeenschap bestond in 2013 nog uit twaalf broeders. Abdij Sion was een van de kloosters die naast het gemeenschapsleven en in betrekking daarmee ook het kluizenaarsleven kende. In een kluis binnen het slot van de abdij woonde vanaf 2005 als laatste kluizenaar in het klooster de heremiet broeder David.
Eind 2013 gaven de overgebleven broeders van Sion te kennen op zoek te zijn naar een ander onderkomen voor hun gemeenschap. De huisvesting in het kloostercomplex, waar plaats was voor zo'n 120 broeders, was, onder meer vanwege de gestegen kosten, problematisch geworden. Een groepje monniken maakte in 2015 een 'doorstart' op het eiland Schiermonnikoog, waar ze sinds januari 2019 gevestigd zijn in het voormalige hotel Rijsbergen onder de naam Klooster Schiermonnikoog. Enkele van de andere overgebleven kloosterlingen zijn niet meegegaan naar Schier, maar verhuisd naar de trappistenabdij van Westmalle.

## Nieuw Sion
Eind 2015 vestigde zich de 'Stichting Nieuw Sion', in het klooster met als doel er een oecumenisch bezinningscentrum te realiseren. Onder de naam 'Nieuw Sion' worden kloosteractiviteiten opnieuw vormgegeven. Dit kreeg vorm door de werking van verschillende gemeenschappen: een woongemeenschap, een getijdengemeenschap, een jongerengemeenschap en een werkgemeenschap. De woongemeenschap realiseert het wonen op Nieuw Sion. Er wonen gezinnen, stellen, alleengaanden en een groep jongvolwassenen op het kloosterterrein. Zij nemen deel aan gezamenlijke activiteiten en draaien ook mee in de werkgemeenschap. Centraal staan de getijdengebeden. Om de kernactiviteiten mogelijk te maken en te ondersteunen is de werkgemeenschap ontstaan. Deze groep bestaat anno 2024 uit ca. 200 vrijwilligers die naast de bewoners in en rond het klooster actief zijn. Zo zijn er onder meer (moes)tuiniers, schoonmakers, klussers, poortwachters, bierbrouwers, gidsen en gastheren/vrouwen.

### Jongerenklooster
Van 2018 tot 2020 was er een jongerenklooster gevestigd in een deel van het kloostercomplex. De jongeren zorgden onder andere voor de continuering van de getijdenvieringen. Ze woonden er niet permanent, maar hadden de mogelijkheid om er twee jaar te verblijven en deel te nemen aan een vormingsprogramma. Deze organisatie vertrok na twee jaar. In 2021 bood Nieuw Sion een nieuw initiatief voor twintigers de ruimte: Jong Nieuw Sion. De bedoeling is jongeren zo laagdrempelig kennis te laten maken met het oecumenisch kloosterleven. Bewoners van deze groep verblijven een halfjaar tot twee jaar op het klooster en maken daarin deel uit van de gemeenschap van Nieuw Sion.

## Fotogalerij

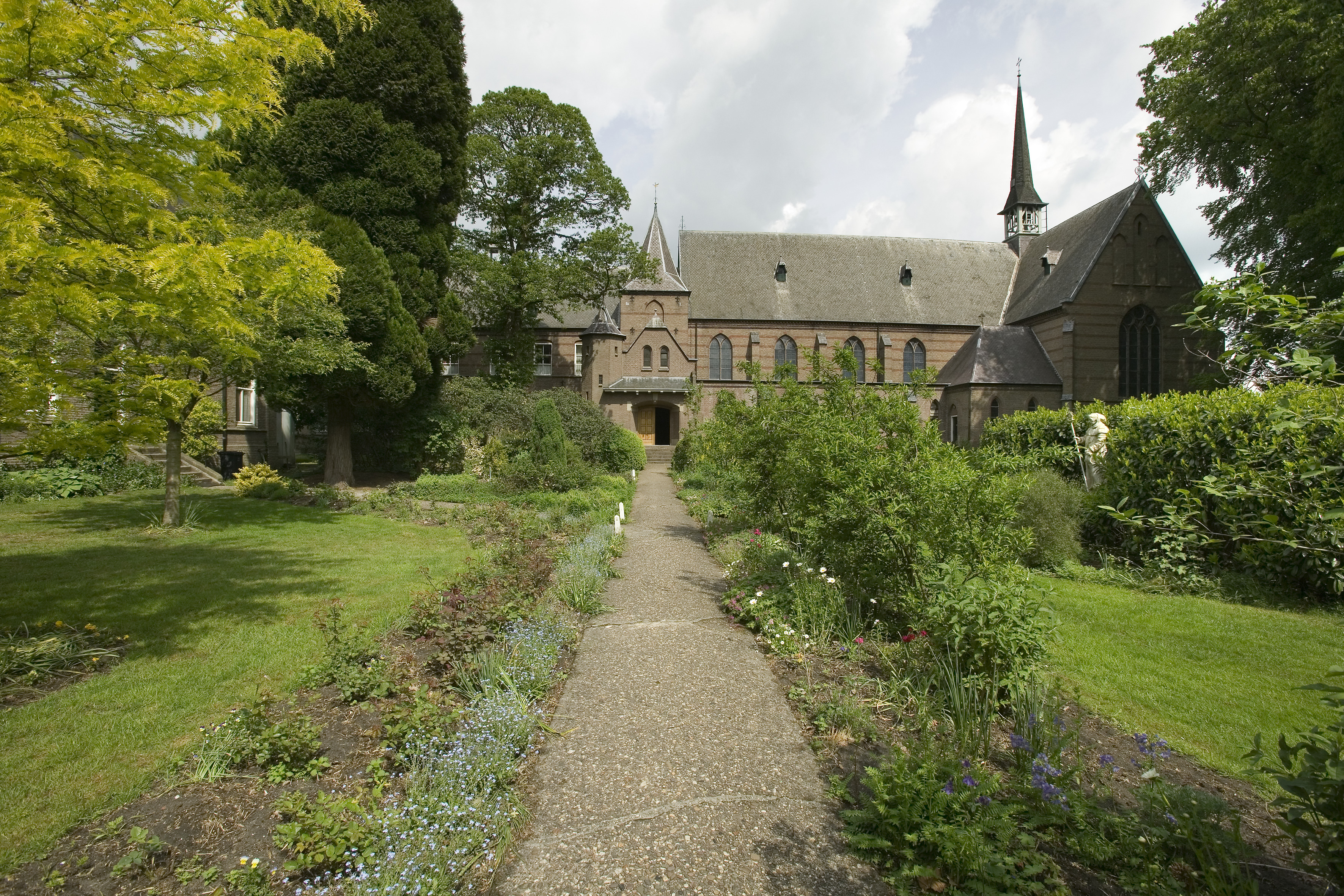
Voorzijde
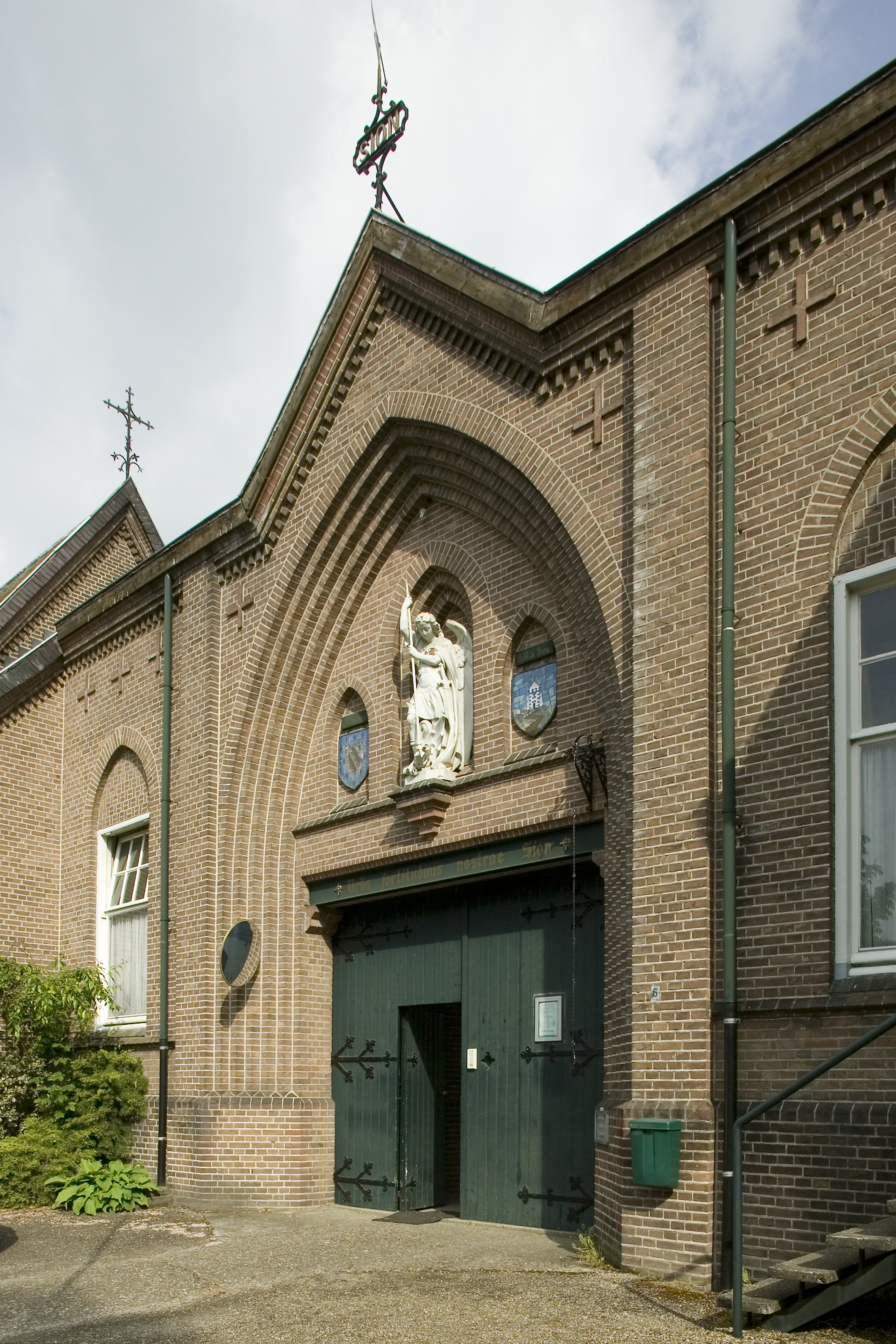
Toegangspoort
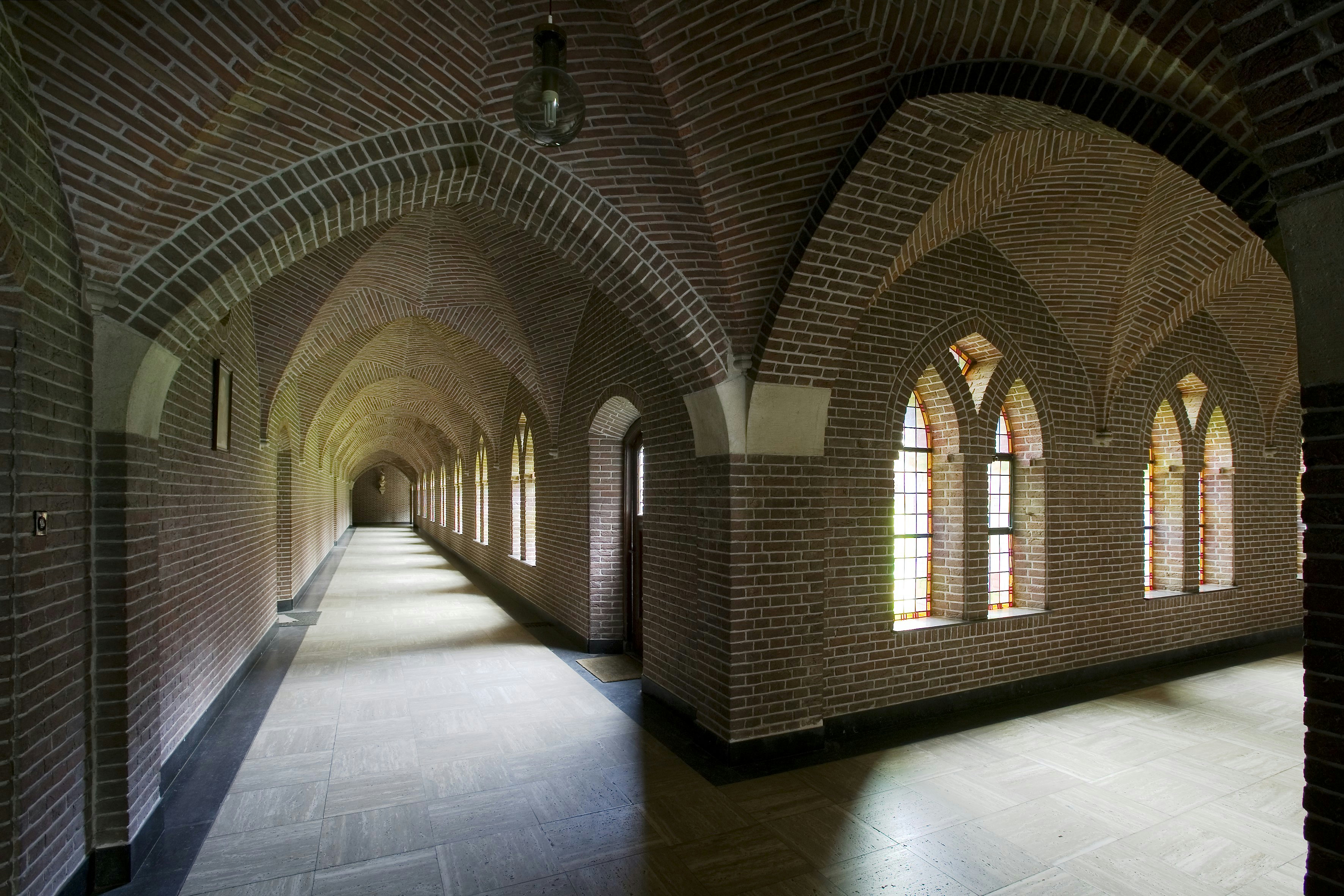
Kloostergangen
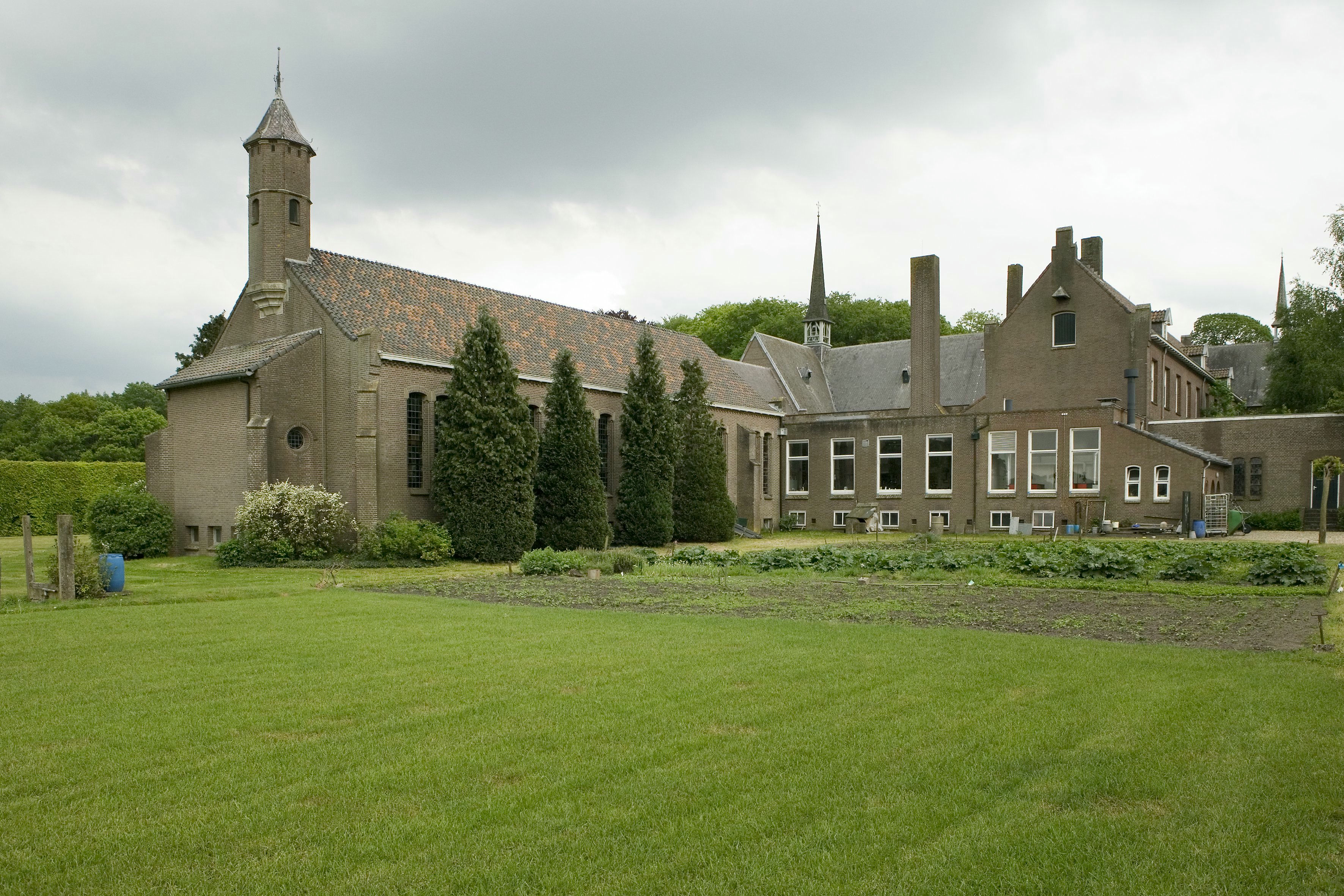
Achterzijde
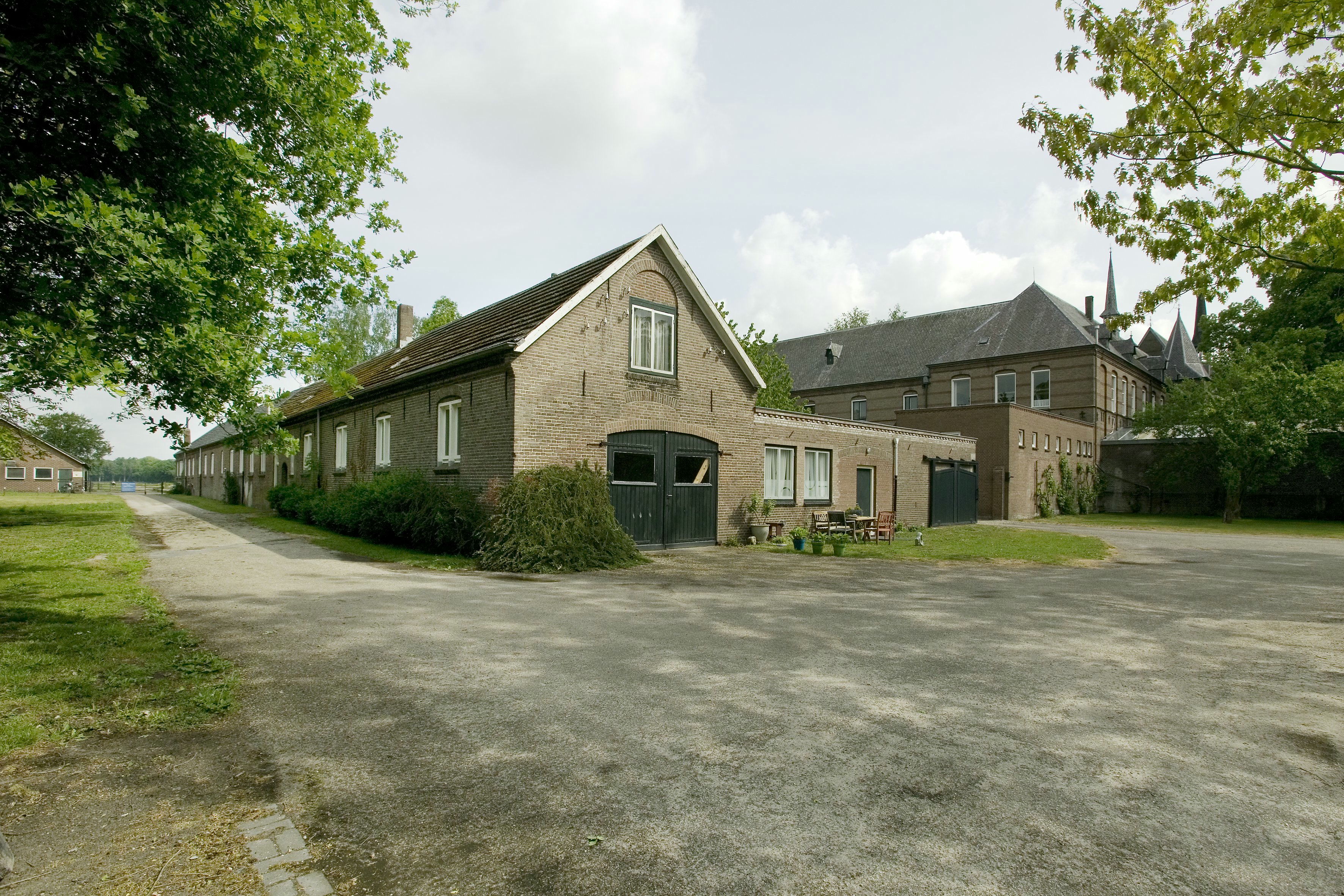
Boerderij